# Malachi Hawkes
Pas d'image ? Cliquez ici

a Compétitions nationales et continentales officielles uniquement.

Dernière mise à jour le 6 janvier 2025.
Malachi Hawkes, né le 6 décembre 2002 à Sydney (Australie), est un joueur australien de rugby à XV jouant aux postes de pilier droit ou talonneur au Stade toulousain.
Il remporte le Championnat de France en 2024 et 2025 avec le Stade toulousain. 

## Biographie

### Jeunesse et formation
Malachi Hawkes naît le 6 décembre 2002 à Sydney en Australie. En 2020, alors qu'il joue aux Eastern Suburbs, il choisit de quitter son pays natal car il ne peut plus pratiquer le rugby à XV à cause de la pandémie de Covid-19. Ainsi, quelques jours après avoir fêté ses dix-huit ans il s'engage au Stade toulousain sur les conseils de son agent et intègre l'équipe espoir. Il arrive en tant que talonneur, mais son nouveau club souhaite le repositionner au poste de pilier droit. À son arrivée, il est accompagné par les Australiens Richie Arnold et Emmanuel Meafou, ce qui facilite son intégration.
Avec ce club, il participe à la finale du championnat de France espoirs en 2022 durant laquelle il est titulaire en première ligne avec Ian Boubila et Hugo Reilhes et marque un essai. Les Toulousains sont toutefois battus par le Stade aurillacois, sur le score de 37 à 26,. De même en 2023, le club atteint la finale de la compétition et affronte l'Union Bordeaux Bègles. Hawkes est encore une fois titulaire en première ligne, au poste de pilier droit, aux côtés de Ian Boubila et Hugo Reilhes, comme l'année précédente. Toulouse s'impose 43 à 7 ,.

### Carrière professionnelle (depuis 2023)
À la suite de l'absence de nombreux internationaux, Malachi Hawkes fait ses débuts professionnels avec son club formateur lors de la première journée de Top 14 de la saison 2023-2024, face à l'Aviron bayonnais, entrant en jeu à la place de Ian Boubila à la 51e minute,. Il rejoue ensuite deux matchs dans la saison, mais ne participe pas à la finale remportée contre l'Union Bordeaux Bègles sur le score de 59 à 3. Bien qu'il ne participe pas à cette rencontre, il remporte cependant son premier titre de champion de France. En parallèle, il joue la finale du championnat de France espoirs remportée 26 à 15 contre le Castres olympique. Titulaire en première ligne avec Benjamin Bertrand et Thomas Lacombre, il marque un essai durant cette rencontre,. Il remporte ainsi cette compétition pour la seconde fois de sa carrière.
Durant la saison 2024-2025, il est intégré à la rotation et profite des absences pour obtenir du temps de jeu. Il se fait notamment remarquer par ses performances lors de son premier match de la saison contre le LOU,.

## Palmarès
- Stade toulousain
  - Finaliste du Championnat de France espoirs en 2022
  - Vainqueur du Championnat de France espoirs en 2023 et 2024
  - Vainqueur du Championnat de France en 2024[N 1] et 2025[N 1]